# Porto de Matarani
O Porto de Matarani é um porto marítmo localizado em Islay, Arequipa, no Peru. A localidade de Matarani (referido no Sistema de Consulta de Centros Povoados do INEI como Islay (Matarani)) é uma localidade portuária peruana capital do distrito de Islay na província homônima localizada no departamento de Arequipa. Constitui um dos três portos do Pacífico Sul Peruano (Marcona e Ilo) por onde sai a estrada Interoceânica para o sul do Peru e os países vizinhos de Brasil e Bolívia interconectando por estas vias ao atlântico brasileiro. Este porto, conseguiu localizar-se no ano 2008 como o segundo com maior tráfego do Peru após o porto de Callao.
O porto de Matarani, atendeu a 10 cruzeiros procedentes de diferentes continentes no ano de 2014 e em janeiro receberá a quatro adicionais, está a consolidar-se como uma alternativa para os cruzeiros que operam na costa do Pacífico Sul, permitindo aos viajantes conhecer os principais atrativos turísticos de Arequipa.
No ano de 2018, o movimento portuário no porto de Matarani foi de 22,192 TEU's localizando no posto 90 na lista de atividade portuária de América Latina e Caribe.

## Serviços Portuários

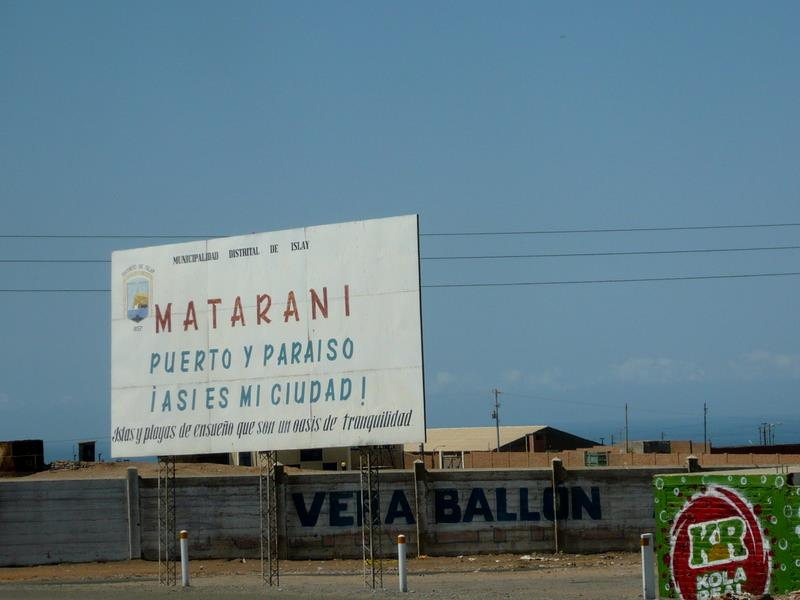
Matarani visto desde a rota nacional PE-1S.

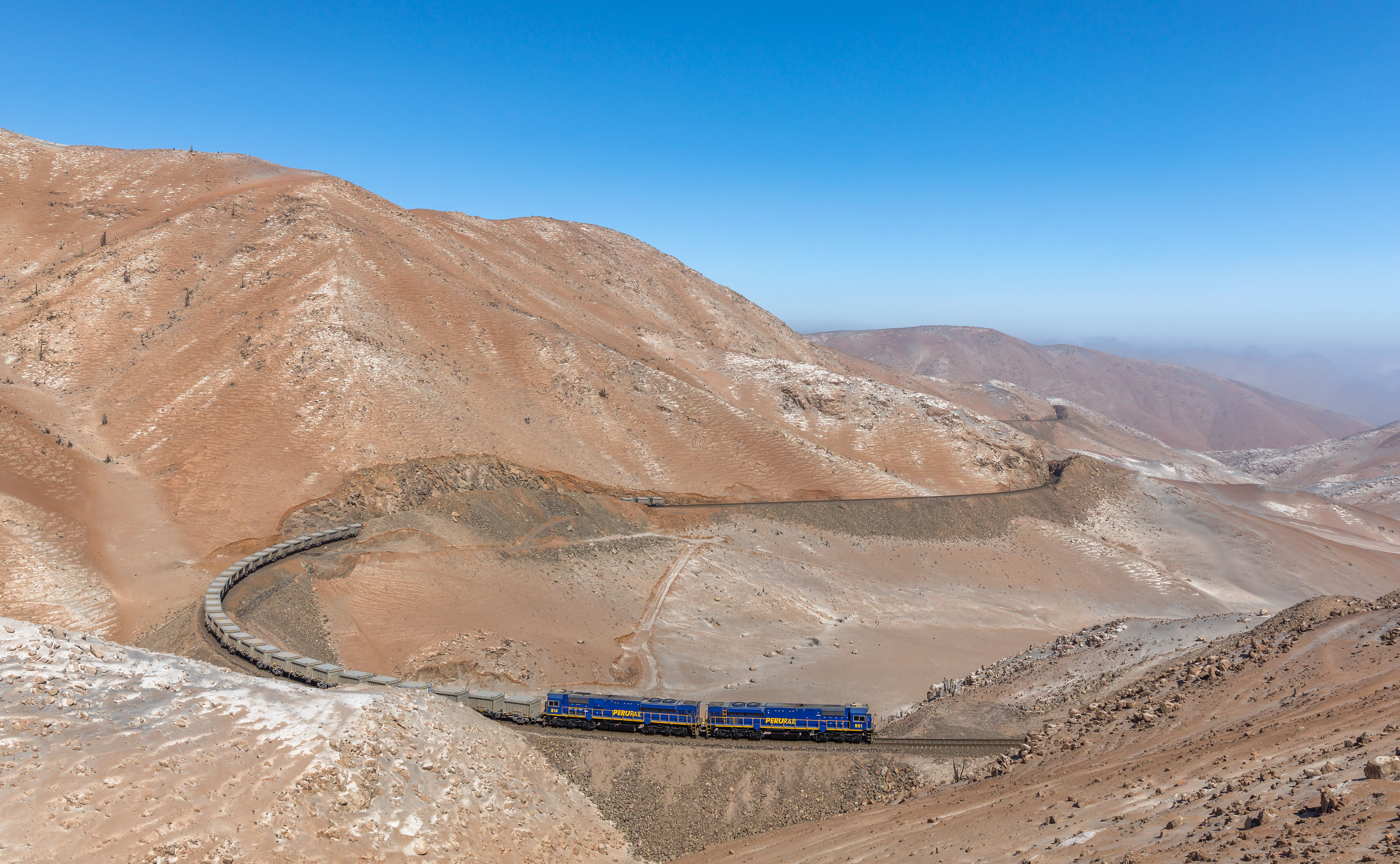
Rota do Trecho Sur do Caminho-de-ferro do Sur administrado por PeruRail entre Matarani e A Jóia.

O porto oferece diversos serviços portuários.